# Мокрий Двур (Поморське воєводство)
Мокрий Двур (пол. Mokry Dwór, нім. Nassenhuben) — село в Польщі, у гміні Прущ-Гданський Ґданського повіту Поморського воєводства.
Населення — 204 особи (2011).

## Демографія
Демографічна структура станом на 31 березня 2011 року:
|          | Загалом | Допрацездатний вік | Працездатний вік | Постпрацездатний вік |
| -------- | ------- | ------------------ | ---------------- | -------------------- |
| Чоловіки | 110     | 21                 | 80               | 9                    |
| Жінки    | 94      | 8                  | 70               | 16                   |
| Разом    | 204     | 29                 | 150              | 25                   |